# William Cliff
Pour les articles homonymes, voir Cliff.
Ne doit pas être confondu avec Cliff Williams.
William Cliff (de son vrai nom André Imberechts) est un poète belge de langue française, né le 27 décembre 1940 à Gembloux. Les premiers poèmes de Cliff ont été remarqués par Raymond Queneau et ont trouvé leur chemin vers la maison d'édition Gallimard en 1973.
Cliff a passé la majeure partie de sa vie à Bruxelles. Dans les années 1970, il se lie d'amitié avec l'écrivain Conrad Detrez. Il a reçu le Grand Prix de Poésie de la SGDL en 2006, le Grand Prix de Poésie de l’Académie française et le prix Roger Kowalski en 2007, le Prix quinquennal de littérature en 2010 et le prix Goncourt de la Poésie en 2015.

## Biographie
Quatrième d'une fratrie de neuf enfants, William Cliff fait des études de philologie romane à l’Université catholique de Louvain. C'est de cette époque que date sa passion pour le poète catalan Gabriel Ferrater, qu'il rencontrera, traduira en français, et qu'il reconnaîtra comme son influence majeure.
Ses poèmes sont rapidement remarqués par Raymond Queneau, et il sera systématiquement édité par Gallimard jusqu'en 1986. Il a rendu hommage à son compatriote Conrad Detrez en 1990. Quelques années après sa mort, il a écrit un recueil de poèmes sur la vie de Detrez. Des adaptations de celui-ci ont été apportées au théâtre à plusieurs reprises.
Il participe en 1984 à l'écriture de l'album Silicone Lady, Motel Suicide de la chanteuse excentrique franco-japonaise Megumi Satsu en livrant deux titres : Tout est amour et Clocharde (Polydor 1984).
Longtemps attaché à son vers régulier (notamment le vers de 14 syllabes, sa « marque de fabrique », et le décasyllabe), souvent aux formes fixes traditionnelles (dizain, ballade et sonnet).
William Cliff a remporté le Prix Goncourt de la poésie 2015.

## Prix et distinctions
- Prix Maurice Carême en 1993.
- Prix Heredia de l’Académie française en 1993.
- Prix Marcel Thiry en 2001 pour L'État belge.
- Prix triennal de poésie en 2004 pour Adieu patries
- Grand prix de poésie de la SGDL (Société des gens de lettres) en 2006 pour l'ensemble de son œuvre.
- Grand prix de poésie de l'Académie française en 2007 pour l'ensemble de son œuvre poétique.
- Prix Roger-Kowalski en 2007.
- Prix Quinquennal de littérature en 2010 pour l’ensemble de son œuvre.
- Prix Goncourt de la poésie en 2015 pour l’ensemble de son œuvre[7].
- Officier du Mérite wallon.

## Œuvres
L'œuvre de Cliff est dans une grande mesure autobiographique. Dans une première phase de son parcours, elle parle surtout de la drague gay à Bruxelles, puis à mesure que Cliff voyage de plus en plus autour du monde, il raconte ses impressions. Sur le rapport entre ses identités et son écriture, il déclare: « Grâce à quoi mon idiosyncrasie est non dénuée d’intérêt (rires) . Grâce à ma belgitude entre autres . Ajoutez à cela la baise,  mon  homosexualité,  ma  culture  hispanique,  mes  voyages,  ma  famille, etc. »
Poésie
- Homo sum, Gallimard, in Cahier de poésie 1, 1973
- Écrasez-le, Gallimard, 1976
- Marcher au charbon, Gallimard, 1978
- America, Gallimard, 1983
- En Orient, Gallimard, 1986
- Conrad Detrez, Le Dilettante, 1990
- Fête Nationale, Gallimard, 1992
- Autobiographie, La Différence, 1993
- Journal d'un Innocent, Gallimard, 1996
- L'État belge, La Table Ronde, coll. Vermillon, 2001
- Adieu patries, Le Rocher, coll. Anatolia, 2001
- Écrasez-le, précédé de Homo sum, Gallimard, 2002,  (ISBN 2070767612)
- De la nécessité des repas, dessins de Jean-Marie Queneau, Éditions de la Goulotte, 2002
- Passavant la Rochère, Virgile, 2004
- Le Pain quotidien, La Table Ronde, coll. L'usage des jours, 2006,  (ISBN 2710328429)
- Immense Existence, Gallimard, 2007,  (ISBN 2070784177)
- Épopées, La Table Ronde, coll. L'usage des jours, 2008,  (ISBN 2710330598)
- Autobiographie, suivi de Conrad Detrez, postface de Jean-Claude Pirotte, La Table Ronde, coll. La petite vermillon, 2009,  (ISBN 9782710331100)
- America, suivi de En Orient, Gallimard, coll. Poésie/Gallimard, 2012,  (ISBN 9782070445493)
- Amour perdu, Le Dilettante, 2015,  (ISBN 978-2-84263-839-9)
- Au nord de Mogador, Le Dilettante, 2018
- Matières fermées, La Table Ronde, coll. Vermillon, 2018
- Immortel et périssable (anthologie), Labor, coll. Espace Nord, 2019,  (ISBN 9782875684240)
- Le Temps, suivi de Notre-Dame, La Table Ronde, 2020,  (ISBN 9791037106506)
- Des destins, La Table Ronde, 2023[9]

Prose
- Le Pain austral, Éditions Tétras Lyre, 1990
- La Sainte Famille, La Table Ronde, 2001
- Le Passager, Le Rocher, coll. Anatolia, 2003
- La Dodge, Le Rocher, coll. Anatolia, 2004
- L'Adolescent, Le Rocher, coll. Anatolia, 2005,  (ISBN 2268056589)
- U.S.A. 1976, La Table Ronde, 2010,  (ISBN 9782710331544)

Théâtre
- Les Damnés, coll. Les Cahiers du Poème 2, Poème 2, 2010
- Les Damnés, version intégrale, coll. Les Évadés, Poème 2, 2014
- T'Serclaes de Tilly, coll. Les Évadés, Poème 2, 2014
- L'Abdication, coll. Les Évadés, Poème 2, 2017

Traductions
- Gabriel Ferrater, Poème inachevé, Ercée, 1985
- Brane Mozetič, Obsedenost / Obsession, Aleph et Éditions Geneviève Pastre, coll. Les Gémeaux, 1991
- Jaime Gil de Biedma, Un corps est le meilleur ami de l'homme, Le Rocher, coll. Anatolia, 2001
- Gabriel Ferrater, Les Femmes et les Jours, Le Rocher, coll. Anatolia, 2004,  (ISBN 2268049779)
- Shakespeare, Les Sonnets, Éditions du Hazard, 2010,  (ISBN 2-930154-25-X)
- Shakespeare, Hamlet, Éditions du Hazard, 2011
- Dante, L'Enfer, Éditions du Hazard, 2013, La Table Ronde, 2014
- Dante, Le Purgatoire, Éditions du Hazard, 2019, La Table Ronde, 2021

## Filmographie et documents sur l'auteur
- William Cliff, poëte, production : Qwazi Qwazi Film, Arte-Belgique – RTBF – C.B.A., réalisation : Gérard Preszow, durée : 35 min, 1997
- Bernard Stevens, William Cliff, Tel qu'en ses poèmes, Collection Petites empreintes 15, Presses Universitaires de Louvain, 2023,  (ISBN 978-2-39061-369-5).